# Buddhismus im Westen

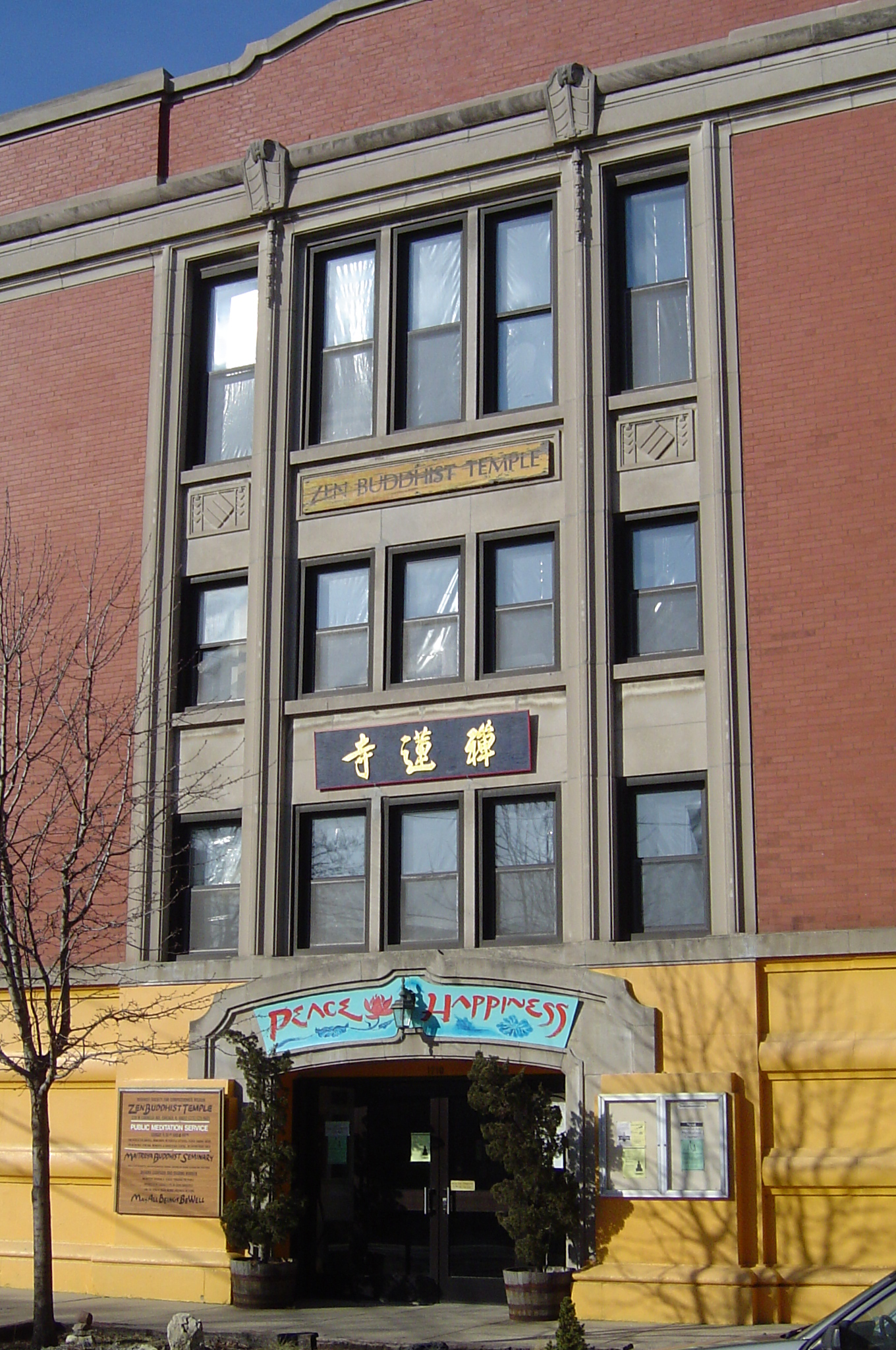
Zen-Tempel (Chicago, USA)

Mit Buddhismus im Westen wird der religiöse und philosophische Einfluss des Buddhismus auf die Kultur der sogenannten westlichen Welt bezeichnet. Ebenso wird darunter die Verbreitung des Buddhismus im „Westen“ sowie der zunehmende Austausch zwischen der „westlichen“ Kultur und dem Buddhismus verstanden. Eine intensive Beschäftigung mit dem Buddhismus findet in der westlichen Welt erst seit rund 100 Jahren statt.

## Geschichte

### Antike
Erste Kenntnisse des Buddhismus gelangten schon im Altertum in den Mittelmeerraum:
- über die Handelswege entlang der Seidenstraße
- sowie mit den Eroberungszügen Alexander des Großen (356 – 323 v. Chr.)
- besonders auf Initiative des indischen Kaisers Aśoka (er regierte etwa 268 – 232 v. Chr.), der erstmals religiöse Gesandtschaften nach Syrien, Ägypten, Griechenland und Makedonien aussandte (siehe auch Edikte des Aśoka und drittes buddhistisches Konzil).
- schließlich über das Diadochenreich der Seleukiden und das Griechisch-Baktrische Königreich (beide 3. – 2. Jahrhundert v. Chr.)
- sowie das indo-griechische Königreich im Nordwesten Indiens (2. – 1. Jahrhundert v. Chr.), dessen Regent Menandros I. mit dem Milindapanha in Verbindung gebracht wird.

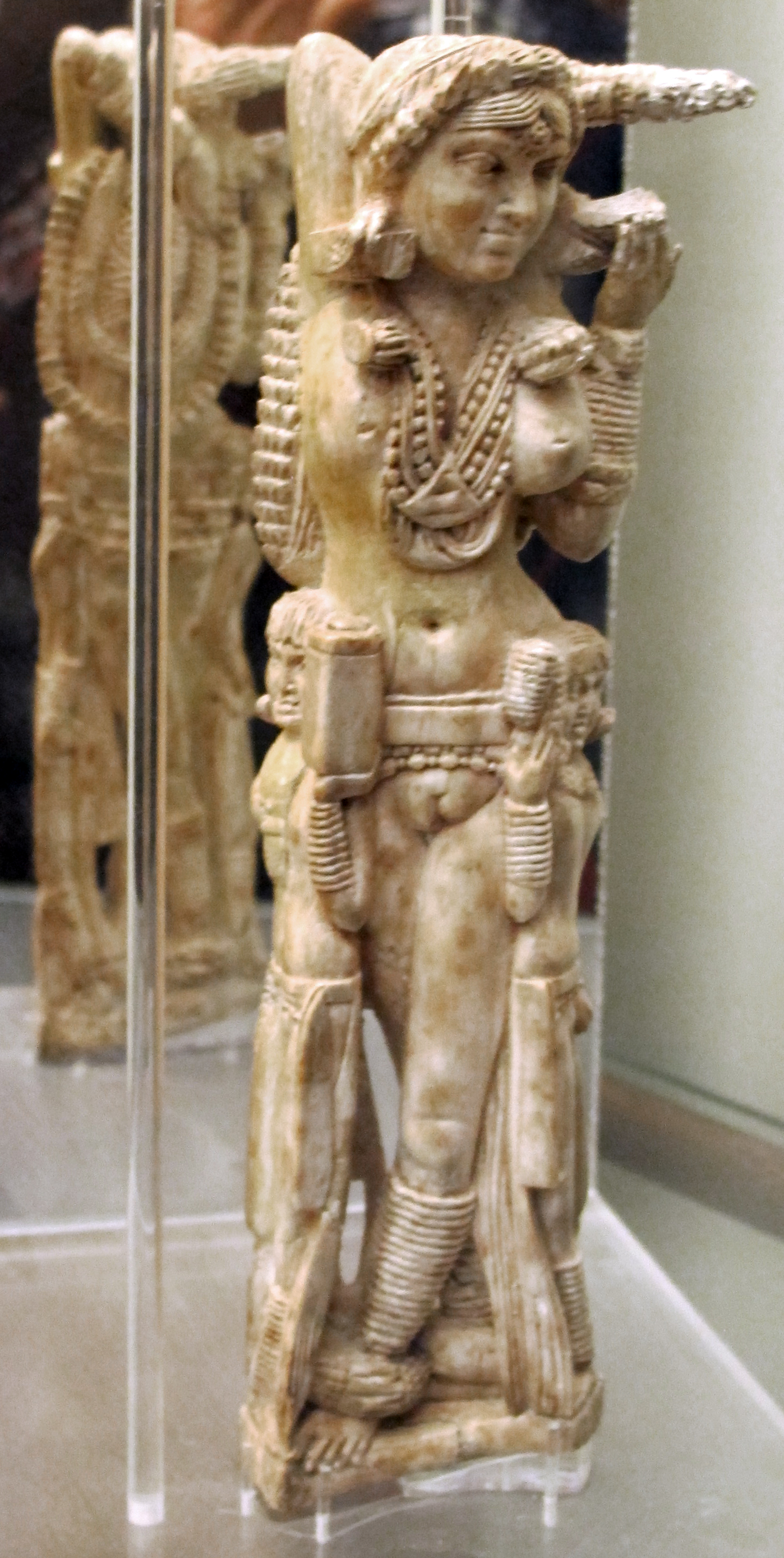
Die Pompeji Lakshmi elfenbeinerne Statuette, im Jahre 1938 in den Überresten von Pompeji gefunden (beim Ausbruch des Vesuvs im Jahr 79 n. Chr.) vermutlich in Bhokardan (Shatavahana) entstanden und belegt die römisch-indischen Handels- und Kulturbeziehungen

Im ägyptischen Alexandria soll sich längere Zeit eine buddhistische Schule (siehe Therapeuten, altgriechisch Θεραπευταί Therapeutaí) gehalten haben, von der man annimmt, dass sie die griechische Philosophie beeinflusst haben könnte. Östliche Einflüsse sind vor allem bei Pythagoras und Empedokles, sodann in der Gnosis – in Basilides hat man gar einen Kryptobuddhisten erkannt – und im Neuplatonismus (Plotin und Porphyrius), bei Apollonius von Tyana und bei Origenes erkennbar. Gnosis und Neuplatonismus könnten ihrerseits (Rück-)Wirkungen auf die Ausbildung des Mahayana-Buddhismus gehabt haben.

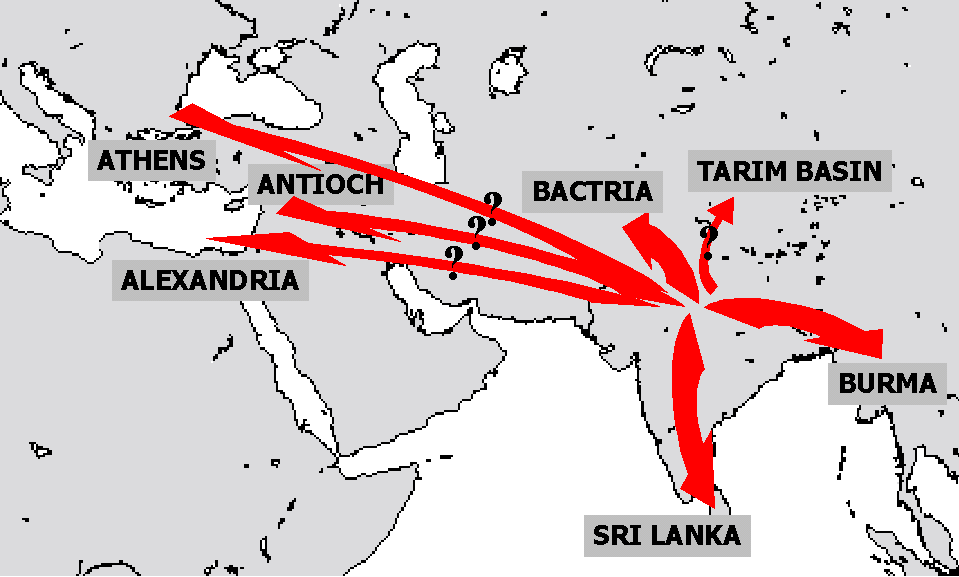
Buddhistische Gesandtschaften zur Zeit des Aśoka, (268–232 v. Chr.)

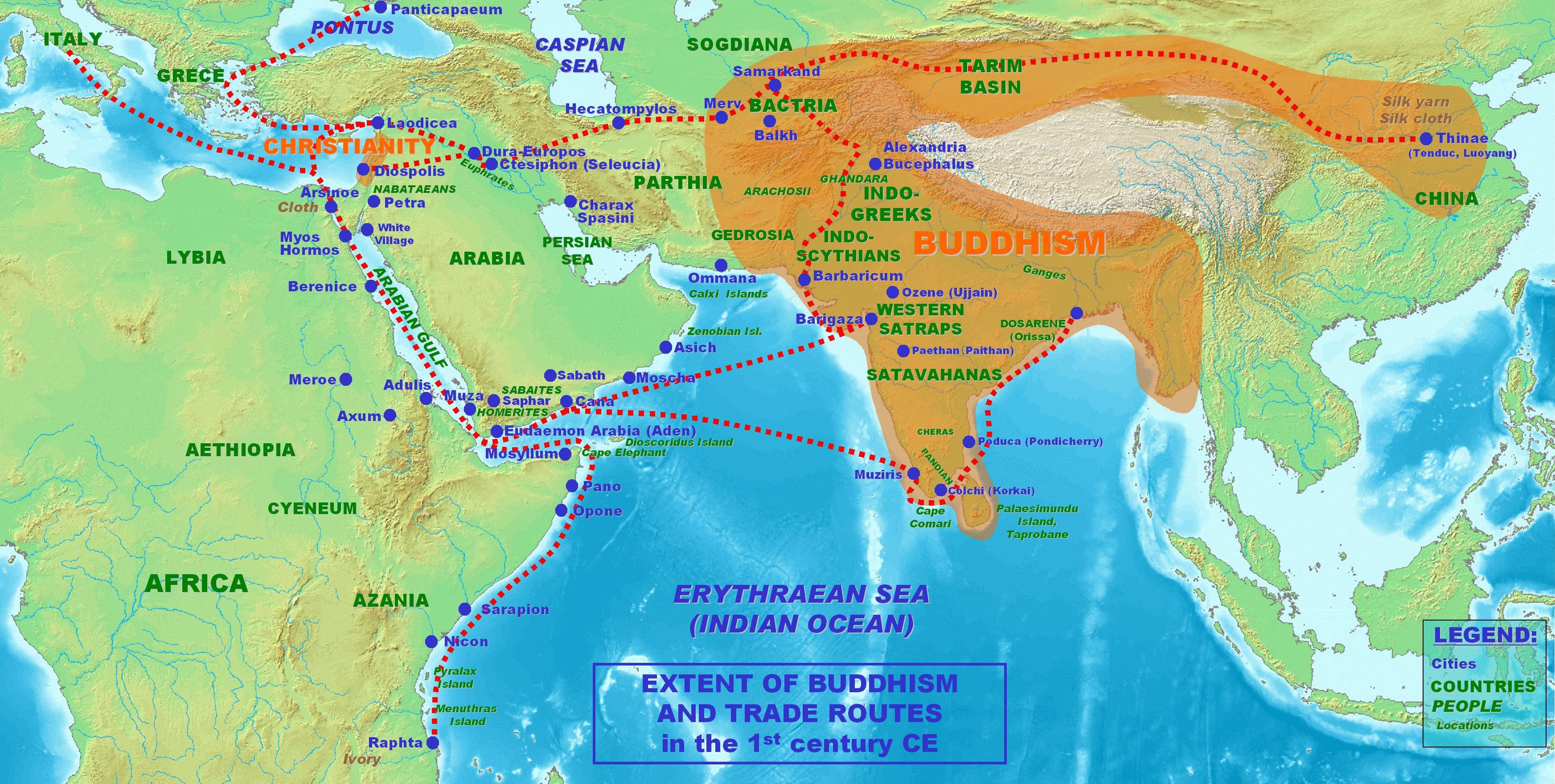
Der Buddhismus und die Handelswege im 1. n. Chr.

### Mittelalter
Einen etwas kuriosen Eingang in die christliche Welt hielt Buddha vermittels der im Mittelalter weitverbreiteten Heiligenlegende von Baarlam und Joasaph (auch Josaphat) (ursprünglich 'Bodhisattva') aus dem frühen 6. Jahrhundert, die nichts anderes als eine christliche Umarbeitung der Buddha-Legende ist, was freilich erst Jahrhunderte später zutage gefördert wurde. Mit der Heiligsprechung der beiden legendären Gestalten im Jahr 1583 (Namenstag: 27. November) fand so auch Buddha als vermeintlich christlicher Heros Aufnahme in die Heiligengalerie der katholischen Kirche.
Mit dem Aufkommen des Islam und dem Abbruch des geistigen Transfers zwischen Ost und West (ab dem 8. Jh.) gerieten bestehende Kenntnisse über den Buddhismus wieder in Vergessenheit. Erst durch die Berichte des Marco Polo (1251–1324), der viele Jahre am Hof des buddhistischen Mongolenkaisers Kublai Khan zubrachte, gelangten erstmals wieder Nachrichten über den Buddhismus in die westliche Welt. Sie wurden aber als Phantasterei, Ketzerei und Heidentum abgetan und so kaum zur Kenntnis genommen. Geprägt wurde das westliche Bild vom Buddhismus in der Folge auch durch die Berichte christlicher Missionare.

### Neuzeit
Zwar lebt seit dem 17. Jahrhundert mit den Kalmücken ein ganzes buddhistisches Volk in Europa, es sollten aber wiederum Jahrhunderte verstreichen, ehe sich zunächst Gottfried Wilhelm Leibniz (1646–1716) und in der Folge vor allem Arthur Schopenhauer (1788–1860) als erste westliche Philosophen der Neuzeit eingehend mit dem östlichen Denken auseinandersetzten. Schopenhauer bezeichnete sich selbst als den »ersten europäischen Buddhisten«, doch waren seine Kenntnisse über diese Religion noch sehr rudimentär und unvollständig. Dennoch wird er als wesentlicher Wegbereiter des Buddhismus in der westlichen Welt gesehen. In der zweiten Hälfte des 19. Jahrhunderts setzte in rascher Folge eine rege Übersetzertätigkeit buddhistischer Quellentexte ein, welche zunehmend einen umfassenden und zuvor nicht gekannten Wissensstand vermittelten.

### 20. Jahrhundert

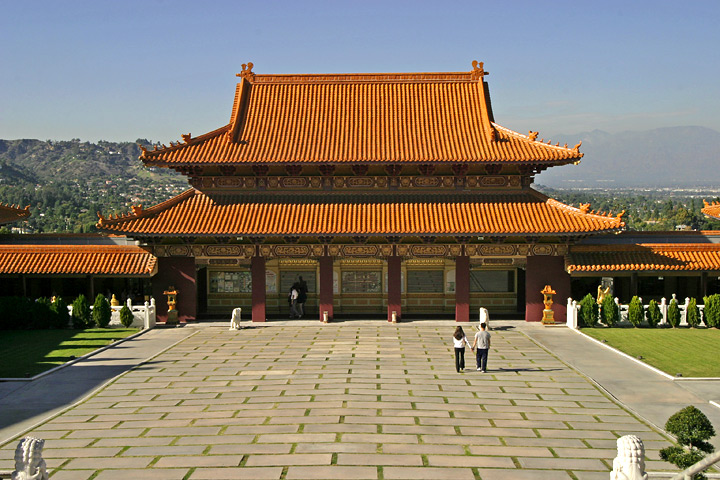
„Hsi Lai“ Tempel (Los Angeles, USA)

Zu Beginn des 20. Jahrhunderts zogen erstmals auch Europäer (darunter auch zahlreiche Deutsche und Österreicher) in den Osten, um in den Ursprungsländern des Buddhismus zu studieren, wobei einige als Übersetzer ins Deutsche hervortraten, wie Karl Eugen Neumann, oder gar dem buddhistischen Mönchsorden beitraten und aus der direkten Begegnung und Auseinandersetzung mit der Lehre den Buddhismus dem Abendland öffneten (Nyanatiloka, Nyanaponika, Lama Anagarika Govinda, Ayya Khema). Umgekehrt begaben sich ab den 1950er-Jahren zunehmend auch asiatische Lehrer, darunter der vietnamesische Mönch Thich Nhat Hanh und der japanische Zenmeister Taisen Deshimaru in die westliche Welt, wo sie ihrerseits zu einer großen Buddhismus-Rezeption im Westen beitrugen.
Heute sind fast alle Schattierungen des Buddhismus im Westen vertreten, allen voran: Theravada, Vajrayana und Zen, aber auch unterschiedliche europäische Neubildungen, wie z. B. der von Sangharakshita gegründete Western Buddhist Order (in Deutschland: „Freunde des Westlichen Buddhistischen Ordens“), oder der von Ole Nydahl geprägte Diamantweg. Jack Austin (1917–1993) strebte mit seiner einflussreichen Zeitschrift Western Buddhist einen ökumenischen westlichen Buddhismus an, der die Traditionen Asiens inkludiert.
Weniger stark als in den USA sind auch in Europa die Lehren des „Reine Land Buddhismus“ (Amidismus) und der verschiedenen Schulen des Nichiren-Buddhismus verbreitet. Bekannt wurde der Buddhismus in den letzten Jahrzehnten vor allem über das Schicksal der Tibeter und ihres bekanntesten Repräsentanten, des 14. Dalai Lama.

## Buddhismus und westliche Wissenschaft
Die Verbreitung des Buddhismus im Westen hat auch ein Zusammentreffen mit der westlichen Wissenschaft zur Folge. Das Prinzip des bedingten Entstehens (strikte Kausalität innerhalb der phänomenalen Welt ohne Annahme einer transzendenten Wirklichkeit) gilt manchem als besser mit einem streng wissenschaftlichen Weltbild verträglich, als der in der abendländischen, jüdisch-christlichen Tradition verankerte Rekurs auf einen Schöpfergott. Das Diktum vieler buddhistischer Lehrer, dass man der Wissenschaft folgen soll, wenn der Buddhismus unrecht hat (Dalai Lama, Lama Ole Nydahl u. a.), wird dann nicht nur als Zeugnis eines großen Vertrauens in die eigene Lehre, sondern auch in das große Potenzial der Wissenschaften interpretiert. Weil der Buddhismus keine Glaubens-, sondern eine Erfahrungsreligion ist, sind Buddhismus und Wissenschaft die Anwendung empirischer Methoden gemeinsam. Die buddhistische Philosophie des Mahayana steht allerdings in Widerspruch zu dem in den Naturwissenschaften vorherrschenden Reduktionismus und Physikalismus, da sie die Erfahrung einer bewusstseinsunabhängig existierenden Wirklichkeit für eine Illusion erklärt und deshalb die Erfahrung der Natur des Geistes als einzige Möglichkeit der Erfahrung der wirklichen Natur der Dinge ansieht. Allerdings werden in der neueren westlichen Erkenntnistheorie und der Wissenschaftstheorie zunehmend antirealistische oder gar idealistische Positionen vertreten (Dummett).
Die Biologen und Neurowissenschaftler Francisco Varela und Humberto Maturana beziehen sich explizit auf den Buddhismus.
Literatur:
- Humberto Maturana, Francisco Varela: Der Baum der Erkenntnis. Die biologischen Wurzeln menschlichen Erkennens. Goldmann, 1987, ISBN 3-442-11460-8.
- Francisco Varela, Evan Thompson: Der mittlere Weg der Erkenntnis. Scherz Verlag, München 1992, ISBN 3-502-13750-1.
- Jeremy Hayward: Die Erforschung der Innenwelt. Insel, Frankfurt 1996, ISBN 3-458-33523-4.
- Jeremy W. Hayward, Francisco Varela: Gewagte Denkwege. Wissenschaftler im Gespräch mit dem Dalai Lama. 2. Auflage. Piper Verlag, München/Zürich 1998, ISBN 3-492-22115-7.
- Artur Przybyslawski (Hrsg.): Form und Leerheit. Buddhismus und Wissenschaft. Buddhistischer Verlag, Wuppertal 2007, ISBN 978-3-937160-11-5.

## Prominente westliche Buddhisten
Bekannte westliche Buddhisten lassen sich in zwei Kategorien einteilen. Die einen sind Prominente wie Richard Gere, Tina Turner, Steve Jobs, Orlando Bloom und Allen Ginsberg, von deren „Buddhist sein“ aufgrund ihrer anderweitig bedingten Bekanntheit öffentlich die Rede ist.
Zum anderen sind es Europäer und US-Amerikaner, die sich so intensiv mit dem Buddhismus beschäftigt haben, dass sie ihre Erfahrung und ihr Wissen weitergeben können. Zu ihnen gehören z. B. Alexander Berzin, Pema Chödrön, Jeffrey Hopkins, Jack Kornfield und Robert F. Thurman.
Auch in Deutschland sind seit mehr als hundert Jahren Menschen, die zum Buddhismus gefunden haben, bemüht, die Buddhalehre weiterzugeben; unter anderen Friedrich Zimmermann, Karl Seidenstücker, Georg Grimm, Nyanatiloka, Nyanaponika, Lama Anagarika Govinda, Harry Pieper, Ayya Khema, Karl Schmied, Alfred Weil, Sylvia Wetzel, Muho Nölke und Yeshe Udo Regel, sowie in Österreich Karl Eugen Neumann, Fritz Hungerleider und Genro Koudela und in der Schweiz unter anderen Max Ladner und Marcel Geisser. Aktuelle buddhistische Lehrer mit hohem Bekanntheitsgrad sind z. B. Sangharakshita oder Ole Nydahl.

## Kritik am westlichen Buddhismus
Die Adaption des Buddha-Dharma durch den Westen hat zu mehr oder weniger starken Modifikationen der Lehre im Hinblick auf ihre Ausdeutung und ihre Form (Rituale) geführt. Gegenstand der Kritik sind einerseits Formen der buddhistischen Praxis geworden, die lediglich 1-zu-1-Kopien der asiatischen Vorbilder darstellen und nicht ausreichend Rücksicht auf den unterschiedlichen kulturellen Hintergrund des Abendlandes nehmen. Als kritikwürdig werden aber auch Buddhismus-Varianten empfunden, die unter dem Einfluss von New Age oder Esoterik sowie kapitalistischer Marktmechanismen eine Aushöhlung und Verflachung der ursprünglichen Lehre mit sich bringen.
Buddhistische Lehrmeister prognostizierten schon früh, dass der Dharma im Westen scheitern würde, wenn er zu stark an der in Asien gewachsenen Gestalt festhalte und forderten von westlichen Anhängern der Lehre, sie müssten begreifen, „dass wir im 20. Jahrhundert leben und hier in der westlichen Welt eingebunden sind in eine hochtechnisierte Zivilisation. Als Padmasambhava nach Tibet kam, musste er von der indischen Kultur auf die tibetische umschalten und eben das gleiche muss nun auch hier geschehen.“ (Lama Anagarika Govinda). Und Thich Nhat Hanh, der einen herausragenden Beitrag zur Entwicklung eines genuin westlichen Buddhismus geleistet hat, warnt: „Wenn Menschen im Westen in ihre Gesellschaft eine exotische Form des Buddhismus einführen und meinen, dieser besondere Ausdruck des Buddhismus sei der einzig wahre Buddhismus, dann wird sich das Öl niemals im Wasser auflösen. Der Buddhismus wird im Westen nur erfolgreich sein können, wenn er aus euren Erfahrungen heraus erwächst und die Bestandteile eurer Kultur integriert.“
Die Anpassung an den Westen kann jedoch auch dazu führen, dass die westliche Lebensweise die ursprünglich religiöse Lebenserfahrung gänzlich überformt. Der Philosoph und Kulturkritiker Slavoj Žižek sieht daher im westlichen Buddhismus eine „fetischistische Ideologie“ für das kapitalistische Zeitalter. Laut ihm befähige er einen, „voll am hektischen Wettlauf des kapitalistischen Spiels teilzunehmen, während er den Eindruck stütze, dass man nicht wirklich drin sei, dass man sich wohl bewusst ist, wie wertlos dieses Spektakel ist — was einen wirklich betreffe, sei der Friede des inneren Selbst, zu dem man sich stets zurückziehen könne.“ Der Buddhismus, so Žižek, lässt an der Dynamik des Wirtschaftssystems in vollem Umfang teil haben, verspräche jedoch gleichzeitig mentale Gesundheit und funktioniere so als „perfektes ideologisches Supplement“ für den Kapitalismus. Der von Žižek angeprangerte „Wellness-Buddhismus“ wird auch von praktizierenden Buddhisten kritisiert, die ihm einen gesellschaftlich engagierten Buddhismus entgegenstellen, der sich bewusst mit der abendländischen Tradition auseinandersetzt.
In den Kontext dieser Kritik zählen auch jene Stimmen, die im Buddhismus bloß eine Modereligion für gebildete Mittelschichtler erblicken, denen die Buddha-Lehre neben der Gelegenheit zum Entspannen auch die Chance gibt, ihre Persönlichkeit interessant und exotisch zu inszenieren. In diesem Zusammenhang ist schließlich eine zunehmende Tendenz zu beobachten, den Buddhismus in verflachter esoterischer und leicht konsumierbarer Form in die Wellness-Kultur zu integrieren oder seine Ikonographie (Buddhastatuen etc.) als exotisch-dekoratives Accessoire in der Einrichtungs- und Wohnkultur zu verwenden.
Ein weiteres Problem, das sich im Zusammenhang mit dem westlichen Buddhismus auftut, ist die Frage, inwieweit westliche Denkmuster lediglich in eine fremde Kultur hineinprojiziert werden, wobei westliche „Wertemuster, Persönlichkeits- und Sozialvorstellungen mit einer buddhistisch klingenden Terminologie übertüncht und therapeutisch aufbereitet werden, so dass gerade eine Veränderung der Beziehung von Individuum und Gesellschaft verhindert wird“.